# 谭傲霜
谭傲霜（俄语：Тань Аошуан，1931年11月21日—2017年），苏联、俄罗斯华裔汉学家，中国语言学、汉语教学专家，莫斯科国立大学亚非学院汉语言文学系教授。

## 生平
1931年生于中国上海，父亲为中国人，母亲为德国人。童年经历抗日战争动荡，1937年随母迁居四川，1945年后辗转上海、青岛求学，先后就读于法国教会学校与震旦女子中学，精通德、英、法、俄四国语言。1950年考入燕京大学新闻系，1952年院系调整后转入北京大学中文系编辑专业。1954年毕业后，进入中国新闻社任记者，后调任《俄文友好报》工作。1957年随苏联籍首任丈夫移居苏联莫斯科，任职莫斯科广播电台华语部翻译。1958年丈夫病残后，以翻译工作独立支撑家庭并钻研语言学。1963年考入莫斯科大学研究生函授部，1965年通过在法华侨完成粤语语音采样，1972年以《用实验语音学方法研究广州话的声调系统》获副博士学位，首次揭示声调升降速度的辨义功能。1970年代起在莫斯科大学亚非学院任教，1995年完成博士论文答辩成为该院首位女博士。主持编纂的双语版《汉语口语教科书》（1983年）开创俄语区汉语教学新范式，累计再版多次，被列为俄罗斯高校标准教材。
其学术足迹遍及多国高校：1992年在维也纳大学、1998年在北京大学、杭州大学、北京语言大学、2000年在美国阿默斯特学院均开设过专题课程。
谭傲霜长期代表俄罗斯学界担任世界汉语教学学会常务理事，并于1997至2008年间出任俄罗斯汉语教师协会主席。

## 学术活动
谭傲霜的学术活动涵盖她在苏联时期居住期间直至2010年代初患病前的阶段。专业领域包括认知语言学、语法学、类型学和汉语教学方法。撰写了三本教材和约70篇科学出版物。
担任中文译稿文体编辑期间，她就面临如何用中文恰切呈现俄语文本的问题。这一经验直接影响了其在莫斯科大学亚非学院的教研实践，其最终成果便是《现代汉语口语教程》。
谭傲霜最初选择方言学作为直接研究方向，因为她除了掌握标准汉语外，还通晓四川、上海和广东方言。她的副博士论文《粤语声调系统（实验研究）》（1972年）成为世界语言学中首个对该汉语分支声调体系进行实验分析的成果。自开始在莫斯科大学亚非学院教授汉语以来，谭傲霜便致力于现代汉语语义学与语用学的深入研究，并将研究成果投射到教学实践中。其方法论的核心在于构建与交际目标或翻译材料等效的言语表达。1995年她在莫斯科大学语文系通过博士论文答辩，该论文后来整理为专著，并于2005年荣获罗蒙诺索夫二等奖 。谭傲霜毕生致力于完善汉语教学方法，其功能语法领域的理论研究成果构成了《汉语教科书·新实用课程》（2004年）的编纂基础，该教材被公认为少数有效应用于汉语初级教学的权威教材之一。
谭傲霜始终将自身研究成果运用于必修理论课程教学。近年来，除开设汉语功能语法年度课程外，她还讲授语言国情学专题课程。其语言文化学领域的著作已汇编成论文集，先后于2004年、2012年出版了两版。